# Ahron Daum

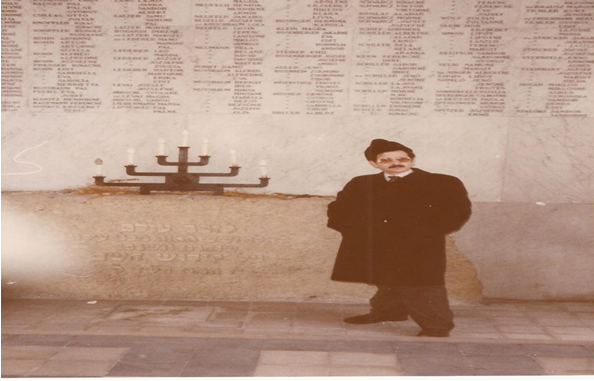
Rabbi Ahron Daum látogatása Sopronban (Nyugat Magyarországon), a Holokauszt emlékhelynél. A műemléket a Holokauszt áldozatainak emlékére állították, akik a nácik és magyar kollaboránsaik miatt estek áldozatul. Az emlékműnél történt látogatáskor a rabbi megemlékezett az édesanyja családjáról/Koth családról, akik mindannyian a Holokauszt áldozatai.

Ahron Daum (Bnei Brak, 1951. január 6. – 2018. június 27.) izraeli születésű modern ortodox rabbi, pedagógus, író és Frankfurt am Main korábbi főrabbija, későbbi lakhelye Antwerpen, Belgium.

## Életútja
Vallásos askenázi zsidó családban született. Apja, Schmuel Daum jelentős pedagógus, író és közösségi személyiség, kiemelkedő lengyelországi és történelmi csehországi (Bohemia) rabbinikus családból származik. Anyja, Rivka Gina Daum egy tehetős kereskedő családból származik Sopronból, Magyarországról. Három fiatalabb fiútestvére van. 
Az intenzív vallási képzést 13 éves korában kezdte a híres litván-haszid „Ruzhin” jesivában Bnei Brakban. 14 éves korában az Egyesült Királyságba ment folytatni tanulmányait a Ha-Rama jesivában, majd később a jól ismert Etz Chaim cionista jesivába Montreux-ban, Svájcban. 1975-ben, miután Svájcban megszerezte BSC diplomáját, Londonban Jews’ Collegeba ment, ahol BA diplomát szerzett zsidó tanulmányokból (kitüntetéssel). 1978-tól a New York-i Yeshiva Egyetem Rabbi Isaac Teológiai Szemináriumára (RIETS ’82) járt, ahol bibliai tanulmányokból MA diplomát szerzett (kitüntetéssel) és a rabbivá avatását személyesen Prof. Rabbi Joseph Soloveitchik írta alá és adta át. Visszautasította tanulmányainak folytatását azzal a céllal, hogy megszerezze a Dayan címét, visszatért Európába, ahol feleségül vette Francine Frenkelt, akitől három leánya született.
Héber, angol, német, francia, holland és jiddis nyelven is beszél valamint arámi és latin passzív tudása van.

## Rabbinikus pályafutás
1982-ben Svájcban közösségi rabbiként kezdte rabbinikus pályafutását a francia és német kétnyelvű településen, Bielben. 1986-ban hagyta el ezt a pozíciót, hogy posztdoktori kutató legyen a Christlich-Jüdische Intézetben Luzernben, amely kapcsolatban van a Luzerni Egyetem Teológiai Karával. 1987-ben elfogadta a németországi Frankfurt am Main Zsidó Hitközségének főrabbi posztját, amely abban az időben Nyugat-Németország legnagyobb és legtekintélyesebb zsidó hitközsége. Frankfurt főrabbijaként eltöltött időszakára esik az oroszországi zsidó bevándorlók nagy hulláma az egykori Szovjetunióból Németországba, különösen Frankfurtba. Az legfontosabb feladat ezeknek az embereknek – akik többségében bizonytalan anyagi helyzetben voltak – a zsidó hitközségbe való integrálása volt. Daum rabbinak volt a legfőbb feladata az integrálása ezeknek az embereknek, akiket a zsidó gyökereiktől több mint 90 éven át elszakítottak. Ez gyakran nagyon összetettnek bizonyult, mivel a Szovjetunióban igen csekély erőfeszítés volt a zsidó identitásuk megerősítésére, nehézségeket előidézve ezen emberek zsidó státuszának tisztázására. A bevándorolók egy része nem mutatott érdeklődést és ekképpen teljes apátiát mutattak a zsidó élet irányába. Így, frankfurti közösségi rabbiként az egyik legfőbb feladata az volt, hogy megoldja a Szovjetunióból újonnan érkezők zsidó státuszuk tisztázásnak problémáját. Ezen felül Daum rabbi hajtóereje volt a közösség vallási és kulturális tevékenységének, nemcsak, de legfőképpen a zsidó hitközség a korábbi Szovjetunióból érkező új tagjai számára. Zsidó kultúra napokat szervezett, pl: Klezmer tánczenével és a vallási segítségnyújtás területére specializálódott szónokokkal a korábbi Szovjetunióból érkező új közösségi tagok szükségleteihez átalakítva, valamint örökségi utazásokkal olyan óriási zsidó történelmi értékkel bíró helyekre, mint Worms, Mainz és Michelstadt városaiba. A frankfurti közösségben rabbiként eltöltött 5 éve alatt Ahron Daum volt az egyetlen aktív rabbi. Teljes körű feladatokat látott el Frankfurt közösségében, amely hozzávetőleg 6000-7000 embert számlált. Kézben tartotta a Sábát és ünnepek szervezését, beleértve a kortárs kérdésekkel foglalkozó prédikációkat. Amellett, hogy rendszeres tóra tanításokat adott sábátkor és hétköznapokon a közösség tagjainak, rendszeresen ellátogatott a négy meglévő zsinagógát ezenfelül a Nagyünnepek, Hanuka és Pészah alkalmából meglátogatta a két meglévő zsidó idősek otthonát. Rendszeresen vett részt temetéseken és tett Síva látogatásokat, tekintet nélkül az elhunyt személy státuszára; legyen az ismert vagy nem ismert, gazdag vagy szegény. Felülvizsgálta közösségi szokások kóserságát, mint például az éttermek, hentesboltok, kóser ételek a Lufthansának valamint esetenkénti ünnepek, mint a bat-/bar-micvó és házasságkötések nagy szállodákban. Továbbá rendkívül fontos volt Daum rabbi számára, hogy a Mikve a Halakha magas szabályainak megfelelő felújítására buzdítson. Meir Posen rabbi, a korszak legnagyobb az Európában építendő Mikvék halakhai szaktekintélyének, támogatásával biztosította, hogy a magas halakhai szabályok és frankfurti Mikve kósersége találkozzon. Nemcsak az éves közösségi Szédert vezette több száz résztvevővel, hanem megszervezte a közösségi Sukkah-t a közösségi tagoknak és gyakran hívott meg közösségi tagokat a Shabat asztalához, nem megkülönböztetve a tagokat, hogy a közösség központjában vagy annak perifériájában vannak. Apjával, Shmuel Daummal együtt rendszeresen szervezett Kabálát Sábátot a Baumweg zsinagógában, és hivatali ideje alatt Frankfurt Av Beth Din-je is volt. Mint ilyen aktívan foglalkoztatta a gijur, a kóser, a din Tóra és vallási válások kérdéseivel. A gijurt illetően Daum rabbinak megvolt perspektívája és tapasztalata vallási rabbinikusi bíróként (Beth Din), mint ahogyan tanárként és mentorként. 15 év tapasztalatát foglalta magában azon nem-zsidók felkészítésére, akik zsidókká szeretnének válni a Halakha által elfogadott gijurral. 1993-ban családi okokból lemondott a főrabbi posztjáról és Antwerpenbe, Belgiumba költözött, ahol már családja legnagyobb része eddig is élt. Itt kezdett el judaizmust tanítani állami iskolai rendszeren belül és zsidó nappali iskolákban. 1995-ben elfogadta a zsidó jogi egyetemi tanári pozíciót a Wilrijki (Antwerpen) az Összehasonlító vallástudományi Karon. Az ottani oktatói valamint a Halakha munkája elismeréséül a kar zsidó jogi Honoris Causa professzori címmel tüntette ki. 2001 óta a feleségével együtt segítségnyújtó projektek sorozatát kezdte el Baalei Teshuva, a zsidó tanulmányok iránt érdeklődő nem-zsidók és jövendőbeli zsidók számára. Ez kitöltötte ideje nagy részét és energiáját és ezen segítségnyújtó tevékenységek részeként rendszeresen szervezett – a hollandiai székhelyű Shalom Centre-rel együttműködve – tanulói napokat különböző témakörökben a zsidó tanulmányokon belül.

## Munkái és publikációi
Prof. Ahron Daum rabbi termékeny író, aki a zsidó tanulmányok területén belül széles témákban írt. Amíg Svájcban élt állandó munkatársa volt a halakhai cikkeknek a zsidó svájci-német hetilapnak, a „Jüdische Rundschau”-nak. Frankfurt főrabbijaként rendszeresen jelentek meg írásai "Die Jüdische Allgemeine" és a kéthavi magazin "Die Gemeinde" számára. 2010 óta havi rovatja van a Belgiumban legszélesebb körben forgalomba hozott zsidó kiadványban, a Joods Actueel magazinban. Ebben a rovatban a zsidó tanulmányok teljes spektrumát lefedi, mint például a közkedvelt sorozata a judaizmus történetéről a megvilágosodás óta. Két könyv szerzője. Az első könyve a "Halacha aktuell" egy német nyelven íródott kétkötetes munka, amely halakhai problémákkal foglalkozik valamint az érdekességekkel ahogyan azok megjelennek a halakhai irodalomban és még különösebben a Responsa-ban. Ez a munka azért különleges, mert ez volt az első a háború utáni időszakban németül megjelent könyv, amely széleskörűen foglalkozott a halakhai kérdésekkel a Responsa irodalomban. Ezért nagy lelkesedéssel fogadták a halakhai világban és elismerést vívott ki számos kiváló halakhai szaktekintélytől. A könyv bizonyos szakaszai rabbinikusi héberül íródtak és később külön "Iyunim b’Halacha" címmel kerültek kiadásra. Második könyve a "Die Jüdische Feiertage in Sicht der Tradition" (A zsidó ünnepek a tradíció nézőpontjából). A kétkötetes antológia halakhai szakaszokat, liturgikus észrevételeket, homiletikai gondolatokat valamint folklór és tréfás történeténeket tartalmaz a zsidó ünnepekhez és Sábáthoz kapcsolódóan. Számos hollandul írt könyvön dolgozott, amelyek a Kabbala, a zsidó történelem, a kortárs zsidó világ és különböző kapcsolataival foglalkozik.

## Kiadott munkák
Könyvek
- Halacha aktuell, Jüdische Religionsgestze und Bräuche im modernen Alltag (Haag und Herchen Verlag, Frankfurt am Main, 1992, 2 Vol., p. 387 – p. 773)
- Iyunim b’Halacha (Haag und Herchen Verlag, Frankfurt am Main, 1992, p. 93)
- Die Feiertage Israels, Die jüdischen Feiertage in er Sicht der Tradition (Herchen Verlag, Frankfurt am Main, vol. I, 1993, p. 556, vol. II, 1994, p. 557)
- "Das aschkenasische Rabbinat : Studien über Glaube und Schicksal" (Julius Carlebach) / Die Rolle des Rabbiners in Deutschland heute (Ahron Daum)

## Külső hivatkozások
- Hivatalos oldal
- Oklevelek és bizonyítványok